# Croatia Open Umag 2010
L'ATP Studena Croatia Open Umag 2010 è stato un torneo di tennis giocato sulla terra rossa. È stata la 21ª edizione dell'evento ATP Studena Croatia Open Umag che fa parte della categoria ATP World Tour 250 series nell'ambito dell'ATP World Tour 2010. Si è giocato all'International Tennis Center di Umago in Croazia dal 26 luglio al 1º agosto 2010.

## Partecipanti

### Teste di serie
| Giocatore            | Nazione   | Ranking* | Testa di serie |
| -------------------- | --------- | -------- | -------------- |
| Nikolaj Davydenko    | Russia    | 6        | 1              |
| Jürgen Melzer        | Austria   | 15       | 2              |
| Ivan Ljubičić        | Croazia   | 16       | 3              |
| Juan Carlos Ferrero  | Spagna    | 21       | 4              |
| Philipp Petzschner   | Germania  | 37       | 5              |
| Aleksandr Dolhopolov | Ucraina   | 39       | 6              |
| Serhij Stachovs'kyj  | Ucraina   | 48       | 7              |
| Juan Ignacio Chela   | Argentina | 53       | 8              |

* Teste di serie basate sul ranking al 19 luglio 2010.

### Altri partecipanti
I seguenti giocatori hanno ricevuto una wild card per il tabellone principale:
- Ivan Dodig
- Franko Škugor
- Antonio Veić

I seguenti giocatori sono passati dalle qualificazioni:

- Simone Bolelli
- Gerald Melzer
- Olivier Patience
- Simone Vagnozzi

## Campioni

### Singolare
Juan Carlos Ferrero ha battuto in finale  Potito Starace con il punteggio di 6–4, 6–4
- È il 3º titolo dell'anno per Ferrero il 15° della sua carriera.

### Doppio
Leoš Friedl /  Filip Polášek hanno battuto in finale  František Čermák /  Michal Mertiňák con il punteggio di 6–3, 7–6(7)